# Décès en 1935
Décès
- 1931
- 1932
- 1933
- 1934
- 1935
- 1936
- 1937
- 1938
- 1939

Cet article présente une liste de personnalités mortes au cours de l'année 1935.

Les mois de l'année font également l'objet de listes spécifiques :

## Décès par mois

### Inconnu
- Gabriel Biessy, peintre français (° 25 mars 1854).
- Édouard Brun, peintre paysagiste français (° 3 avril 1860).
- Louis Chassevent, écrivain, peintre et critique d'art français (° 20 septembre 1864).
- Jules Jacques Labatut, sculpteur français (° 30 juillet 1851).
- Andrea Landini, peintre italien (° 10 décembre 1847).
- Luigi Morgari, peintre italien (° 1857).
- Frans Louis Wiemans, compositeur, pianiste, organiste, violoniste et ingénieur indonésien (° 13 janvier 1889).

### Janvier
- 6 janvier : Cecil Aldin, peintre et illustrateur anglais (° 28 avril 1870).
- 7 janvier : José Mange, peintre paysagiste et un poète félibre français (° 10 octobre 1866).
- 8 janvier : Hubert Vos, peintre néerlandais (° 15 février 1855).
- 10 janvier : Virginie Demont-Breton, peintre française (° 26 juillet 1859).
- 12 janvier : Frank Daniels, acteur américain (° 15 août 1856).
- 16 janvier : Richard Wetz, compositeur, professeur et chef d'orchestre allemand (° 26 février 1875).
- 22 janvier : Zequinha de Abreu, musicien et compositeur brésilien (° 19 septembre 1880).
- 25 janvier : Valerian Kouïbychev, homme politique russe puis soviétique (° 25 mai 1888).
- 27 janvier : Anna Boberg, artiste et peintre suédoise (° 3 décembre 1864).
- 28 janvier :
  - Mikhaïl Ippolitov-Ivanov, compositeur et pédagogue russe puis soviétique (° 19 novembre 1859).
  - Lazar Meyer, peintre français (° 20 janvier 1847).
- 31 janvier : Gabriel Ferrand, orientaliste français (° 22 janvier 1864).

### Février
- 2 février : Armand Coussens, peintre, graveur et illustrateur français (° 4 décembre 1881).
- 5 février : Heinrich Harder, artiste allemand (° 2 juin 1858).
- 7 février :
  - Johannes Martini, peintre et illustrateur allemand (° 9 juin 1866).
  - Frederick Warde, acteur anglais (° 23 février 1851).
- 8 février : Max Liebermann, peintre et graveur allemand (° 20 juillet 1847).
- 9 février : Alban Berg, compositeur autrichien (° 9 février 1885).
- 12 février : Auguste Escoffier, français, le « roi » des cuisiniers (° 28 octobre 1846).
- 14 février : Pierre Paulin Andrieu, cardinal français, archevêque de Bordeaux (° 8 décembre 1849).
- 15 février : Alekseï Morgounov, peintre russe puis soviétique (° 21 octobre 1884).
- 21 février : Roland-Marie Gérardin, peintre français (° 18 novembre 1907).
- 28 février : Chiquinha Gonzaga, compositrice, pianiste et la première femme chef d'orchestre brésilienne (° 17 octobre 1847).

### Mars
- 1er mars : William Degouve de Nuncques, peintre belge (° 28 février 1867).
- 4 mars : Anne-Marie Bernay, peintre française (° 3 juin 1889).
- 5 mars : Armand Lavergne, politicien canadien (° 21 février 1880).
- 7 mars : Gustaw Gwozdecki, peintre, sculpteur et écrivain polonais (° 23 mai 1885).
- 14 mars : Henri Claudon, général français (° 21 août 1864).
- 15 mars :
  - James Duncan McGregor, lieutenant-gouverneur du Manitoba (° 29 août 1860).
  - Louis Rémy Sabattier, peintre et illustrateur français (° 23 mai 1863).
- 16 mars : John James Rickard Macleod, scientifique en médecine britannique et prix Nobel (° 6 septembre 1876).
- 18 mars : Friedrich von Szápáry, diplomate austro-hongrois puis autrichien (° 5 novembre 1869).
- 20 mars :
  - Émile Artus Boeswillwald, peintre français (° 2 février 1873).
  - Gyoshū Hayami, peintre japonais du style nihonga (° 2 août 1894).
- 21 mars : William Conklin, acteur américain (° 25 décembre 1872).

### Avril
- 2 avril : Rémy Cogghe, peintre belge (° 31 octobre 1854).
- 9 avril : Ludwig Deutsch, peintre orientaliste autrichien naturalisé français (° 13 mai 1855).
- 13 avril : Marius Gourdault, peintre impressionniste français (° 29 août 1859).
- 14 avril : Emmy Noether, Mathématicienne allemande (° 23 mars 1882).
- 15 avril : Julia Abel-Truchet, peintre française (° 15 octobre 1862).
- 17 avril :
  - Fred Eric, acteur américain (° 8 septembre 1874).
  - Templar Saxe,  acteur et chanteur d'opéra  britannique (° 22 août 1865).
- 19 avril : Willis Keith Baldwin, homme politique fédéral provenant du Québec (° 17 mars 1857).
- 21 avril : Jean Caire, peintre français (° 25 septembre 1855).
- 22 avril : Richard Paraire, peintre et photographe français (° 30 janvier 1869).
- 23 avril : Gigi Chessa, peintre, architecte, décorateur, et potier (peintre de céramique) italien (° 15 mai 1898).
- 29 avril : Herman Kruyder, peintre néerlandais (° 7 juin 1881).
- 30 avril : Maurice Bompard, peintre français (° 11 février 1857).

### Mai
- 1er mai : Henri Pélissier, coureur cycliste français (° 22 janvier 1889).
- 5 mai : Augusto Sezanne, peintre, architecte, céramiste, dessinateur, lithographe et illustrateur italien (° 31 août 1856).
- 6 mai :
  - Kate Edger, universitaire néo-zélandaise (° 6 janvier 1857).
  - Maurits van der Valk, peintre et critique d'art néerlandais (° 16 décembre 1857).
- 10 mai : 
  - Arthur Chaplin, peintre français (° 8 août 1869).
  - Hugues Krafft, voyageur et photographe français  (° 1er décembre 1853).
- 12 mai : Józef Piłsudski, homme politique polonais (° 5 décembre 1867).
- 15 mai : Kasimir Malevitch,  peintre, dessinateur, sculpteur et théoricien russe puis soviétique (° 23 février 1879).
- 17 mai :
  - Émile Daumont-Tournel, architecte, peintre verrier et artiste décorateur français (° 29 juillet 1864).
  - Paul Dukas, compositeur français (° 1er octobre 1865).
- 19 mai : Thomas Edward Lawrence dit « Lawrence d'Arabie », militaire, aventurier et écrivain britannique (accident de moto) (° 16 août 1888).
- 21 mai : Gabriel Drageon, peintre et aquarelliste français (° 22 octobre 1873).
- 25 mai : Jelka Rosen, peintre allemande (° 30 décembre 1868).
- 26 mai : Marie Diéterle, peintre française (° 19 avril 1856).
- 29 mai : Josef Suk, compositeur et violoniste tchèque (° 4 janvier 1874).
- 31 mai : Bernhard Britz, coureur cycliste suédois (° 27 mars 1906).

### Juin
- 3 juin : Wilfrid North, acteur et réalisateur anglais (° 16 janvier 1863).
- 5 juin : Alexandre Martynov, homme politique russe puis soviétique (° 12 décembre 1865).
- 6 juin : George Grossmith Jr., acteur et scénariste britannique (° 11 mai 1874).
- 7 juin : Elizabeth McCombs, femme politique néo-zélandaise (° 19 novembre 1873).
- 9 juin : Jean-Baptiste Vettiner, peintre et graveur français (° 7 novembre 1871).
- 19 juin : Harald Sohlberg, peintre norvégien (° 29 novembre 1869).
- 24 juin :
  - Carlos Gardel, chanteur de tango argentin (° 11 décembre 1890).
  - Hermann Groeber, peintre allemand (° 17 juillet 1865).
- 25 juin : Adrien de Witte, peintre et graveur belge (° 2 août 1850).

### Juillet
- 3 juillet : André Citroën, fondateur français de la marque (° 5 février 1878).
- 6 juillet : Al Cooke, acteur américain (° 26 septembre 1880).
- 12 juillet : Alfred Dreyfus, officier français, voir l'affaire Dreyfus (° 9 octobre 1859).
- 14 juillet : Francisco Cepeda, coureur cycliste espagnol (° 8 mars 1906).
- 17 juillet :
  - Élisée Bourde, peintre français (° 10 février 1859).
  - Emile Riadis, compositeur grec (° 1er mai 1880).
- 18 juillet : George Clift King, maire de Calgary.
- 19 juillet : Marthe Hanau, femme d'affaires française (° 1er janvier 1886).
- 24 juillet : Adrienne Ball-Demont, peintre et sculptrice française (° 16 mars 1886).
- 29 juillet :
  - Hippolyte de La Hamelinaye, militaire et ingénieur forestier français (° 19 mars 1861).
  - François Denys Légitime, général et homme politique haïtien (° 20 novembre 1841).

### Août
- 6 août : Alexander Winkler, pianiste et un compositeur russe d’origine allemande (° 3 mars 1865).
- 10 août : Marcel Noblot, peintre, dessinateur et caricaturiste français (° 26 juillet 1880).
- 15 août : Paul Signac, peintre paysagiste français (° 11 novembre 1863).
- 18 août : Spencer Bell, acteur américain (° 25 septembre 1887).
- 21 août : John Hartley, joueur de tennis britannique (° 9 janvier 1849).
- 23 août : Ptolomeu de Assis Brasil, militaire et homme politique brésilien (° 26 mars 1878).
- 29 août :
  - Astrid, reine des Belges (° 17 novembre 1905).
  - Oleksa Novakivskyi, professeur d'art et peintre russe puis soviétique (° 14 mars 1872).
- 30 août : Henri Barbusse, romancier et journaliste français (° 17 mai 1873).
- 31 août :  Georges William Thornley, peintre et lithographe impressionniste puis postimpressionniste français (° 2 mai 1857).

### Septembre
- 1er septembre : Louis Lavauden, forestier et zoologiste français (° 19 juin 1881).
- 8 septembre : Léopold Stevens, peintre, illustrateur et affichiste français (° 2 novembre 1860).
- 13 septembre : Maria Gażycz, peintre, restauratrice d'art et religieuse polonaise (° 20 mars 1860).
- 23 septembre : Hilja Pärssinen, femme politique finlandaise (° 13 juillet 1876).
- 28 septembre : Hans Baluschek, peintre, illustrateur et écrivain allemand (° 9 mai 1870).
- ? septembre :
  - Louis Ageron, peintre et aquarelliste français (° 28 avril 1865).
  - Zoltán Palugyay, peintre austro-hongrois puis tchécoslovaque (° 9 novembre 1898).

### Octobre
- 2 octobre : Frank B. Weeks, homme d'affaires et homme politique américain (° 20 janvier 1854).
- 4 octobre : Jean Béraud, peintre de genre et portraitiste français (° 12 janvier 1848).
- 6 octobre : Frederic Hymen Cowen, pianiste, chef d'orchestre et compositeur britannique (° 29 janvier 1852).
- 7 octobre : Émile Appay, peintre français (° 2 juin 1876).
- 10 octobre :
  - Astri Aasen, peintre norvégienne (° 3 septembre 1875).
  - Louise Berthe Fouet, peintre française (° 2 mars 1858).
  - Gustave Loiseau, peintre postimpressionniste français (° 3 octobre 1865).
- 15 octobre : Georges Tiret-Bognet, dessinateur, peintre et illustrateur français (° 15 janvier 1855).
- 16 octobre : Hilda Lovisa Nordquist, actrice néerlandaise (° 6 avril 1881).
- 22 octobre : Albert Doyen, musicien français (° 3 avril 1882).
- 29 octobre : François Schommer, peintre académique, aquafortiste et décorateur français (° 20 novembre 1850).

### Novembre
- 1er novembre : Émile Francqui, officier, explorateur, diplomate et homme d'État belge (° 25 juin 1863).
- 8 novembre : Charles Kingsford Smith, aviateur australien (° 9 février 1897).
- 10 novembre : Fernand-Louis Gottlob, peintre, illustrateur et graveur français (° 23 février 1873).
- 18 novembre : Wilhelm Peters, peintre norvégien (° 17 août 1851).
- 19 novembre : Léon Du Bois, compositeur et organiste belge (° 10 janvier 1859).
- 28 novembre :
  - Joaquín Clausell, peintre mexicain (° 16 juin 1866).
  - Georg Pauli, peintre suédois (° 2 juillet 1855).
- 30 novembre :
  - Fernando Pessoa, écrivain portugais (° 13 juin 1888).
  - Adrian Stokes, peintre britannique (° 23 décembre 1854).

### Décembre
- 1er décembre : Bernhard Schmidt, astronome et opticien estonien (° 11 avril 1879).
- 4 décembre : Charles Richet, physiologiste français (° 26 août 1850).
- 13 décembre : Victor Grignard, chimiste français (° 6 mai 1871).
- 16 décembre : Percy Carlyle Gilchrist, chimiste et métallurgiste britannique (° 27 décembre 1851).
- 19 décembre : Hans von Flotow, diplomate allemand (° 10 septembre 1862).
- 21 décembre : Léon Couturier, peintre français (° 29 décembre 1842).
- 21 décembre ou 22 décembre : Isaachar Ryback, peintre russe puis soviétique et français (° 2 février 1897).
- 25 décembre : Paul Bourget : écrivain, académicien français (° 2 septembre 1852).
- 29 décembre :
  - Léon Broquet, peintre et graveur français (° 1er novembre 1869).
  - Henri Ernest Dabault, peintre, bijoutier et joailler français (° 4 juillet 1858).
  - Pierre Coste, religieux catolique, historien et biographe français.
- 31 décembre : Laure Brouardel, peintre française (° 30 mars 1852).